# كأس شمال مقدونيا 2009–10
كأس شمال مقدونيا 2009–10 هو موسم من كأس مقدونيا. كان عدد الأندية المشاركة فيه 32، وفاز فيه نادي تتكس.